# Oorlogsbegraafplaats van Dürnbach
de oorlogsbegraafplaats van Dürnbach is een militaire begraafplaats in het noorden van de gemeente Gmund am Tegernsee in de Duitse deelstaat Beieren. Op de begraafplaats liggen omgekomen militairen van het Britse Gemenebest uit de Tweede Wereldoorlog. De begraafplaats wordt onderhouden door de Commonwealth War Graves Commission, dat de begraafplaats geregistreerd heeft als Durnbach War Cemetery.

## Begraafplaats
Op de begraafplaats liggen 2934 slachtoffers uit de Tweede Wereldoorlog begraven, waarvan 93 ongeïdentificeerd. Het overgrote deel van de begraven militairen zijn vliegeniers, die zijn neergeschoten boven Beieren en Oostenrijk. Daarnaast liggen er overleden krijgsgevangenen.
Er is één graf aangelegd waarin de as van een onbekend aantal ongeïdentificeerd slachtoffers van concentratiekamp Flossenbürg is begraven. Daarnaast is er een collectief graf aangelegd voor zes onbekende vliegeniers. Er liggen tevens dertig militairen met een andere nationaliteit, voornamelijk Pools, begraven.
Op de begraafplaats bevindt zich ook het Durnbach Cremation Memorial, dat 23 omgekomen Indiërs herdenkt. Zij kwamen om het leven in krijgsgevangenenkampen in Duitsland en Frankrijk en zijn, overeenkomstig met hun geloof, gecremeerd.